# Poczta Polska

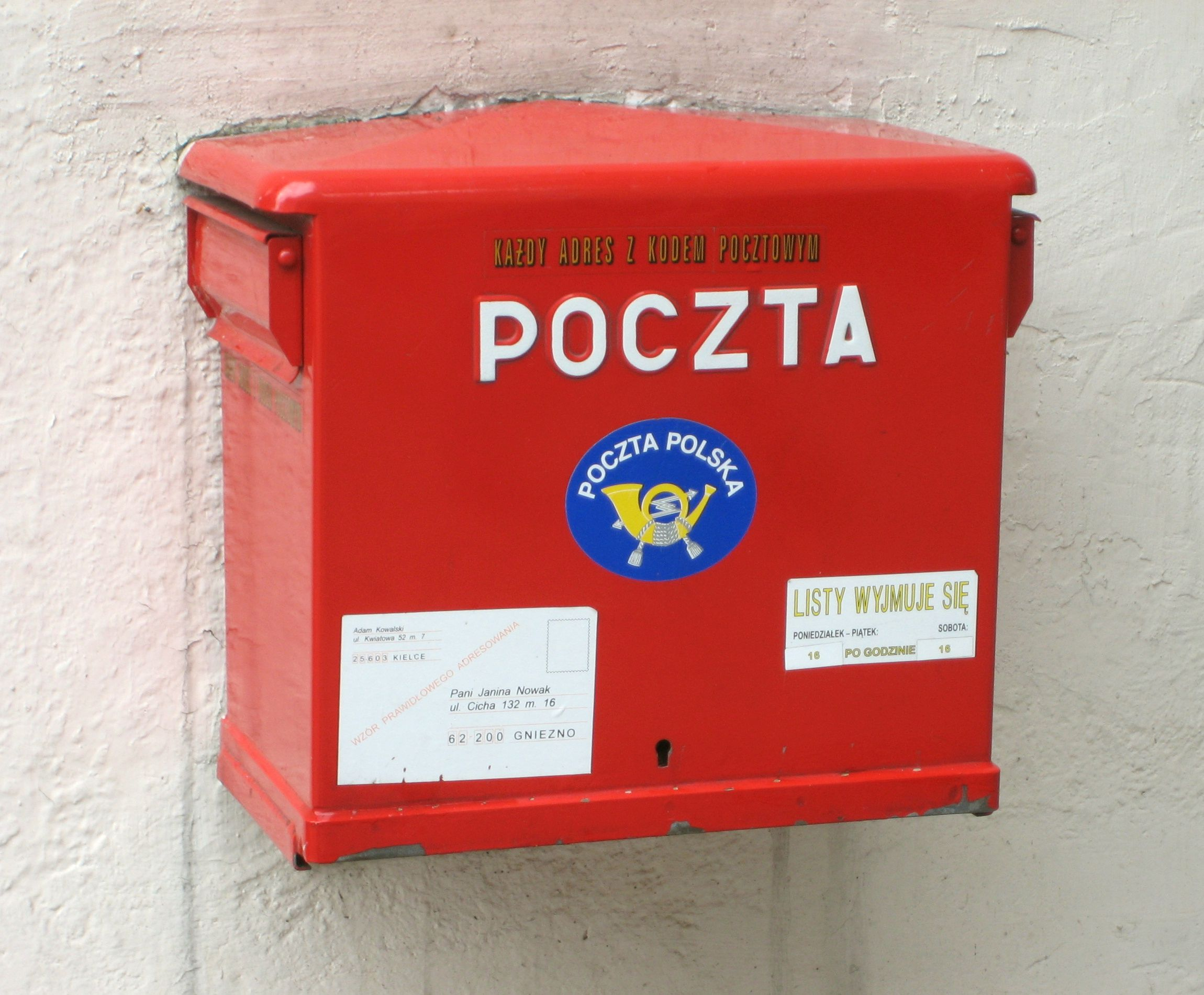
Boîte aux lettres de la Poczta Polska

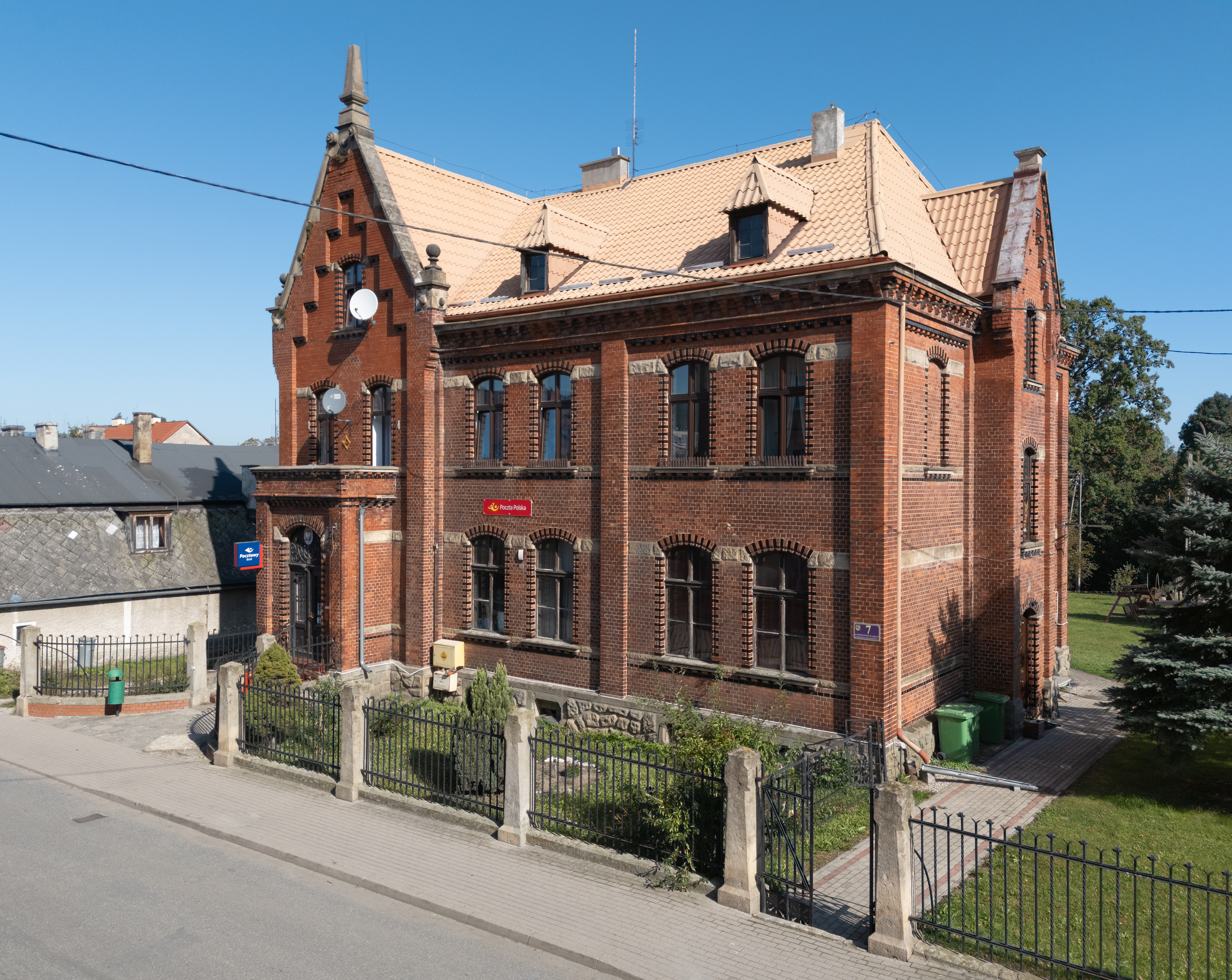

Poczta Polska est l'entreprise publique polonaise chargée de la distribution du courrier.